# 戴斯德
戴斯德，CMG，MC[?]（1915年9月30日—1997年3月5日），英國殖民地官員，1963年至1965年在出任香港輔政司兼行政及立法兩局當然官守議員。
戴斯德在1938年加入香港政府，1941年12月參與香港保衛戰。在第二次世界大戰期間，他分別於特別行動部隊（SOE）、英屬印度陸軍、136部隊和英軍服務團服役，因表現傑出在1945年獲授軍功十字勳章。1945年香港重光後，他返回香港任職於臨時軍政府，至1946年5月恢復文官管治後，他歷任新界民政署長、市政局主席兼市政事務署長和屋宇建設委員會主席、以及副輔政司等職。
在輔政司任內，他應對香港1963年至1964年的嚴重旱災，以及參與《香港中文大學條例》的立法工作。戴斯德在1965年退休後返回英國，晚年曾任英國製藥工業協會總幹事，另外又憑藉研究16世紀根德郡和薩西克斯郡的軍械史，在1987年獲得哲學博士學位。

## 生平

### 早年生涯
戴斯德1915年9月30日出於中國上海，父母分別名叫約翰·赫爾曼·蒂斯代爾（John Herman Teesdale）和威尼弗雷德·瑪麗·葛耳（Winifred Mary Gull）。他的父親在上海公共租界任職律師，嘗任工部局董事。戴斯德早年入讀位於英格蘭西薩塞克斯的朗思書院（Lancing College），及後於1934年升讀牛津大學三一學院，在學期間，他熱衷體育運動，曾在1935年至1937年間連續三次參加牛津劍橋聯校長跑比賽，並在1936年的比賽當中奪得亞軍。1936年，他又出任牛津大學體育會的義務秘書，以及在1937年當選體育會的主席。戴斯德在1937年從牛津大學取得文學士學位畢業。

### 殖民地服務

#### 加入港府
畢業後，戴斯德在1937年獲英政府殖民地部聘為官學生，旋於1938年8月31日加入香港政府工作，與他同期加入港府的官學生還有何禮文。1940年，戴斯德通過試用期，正式以二級官學生身份獲派到衛生局出任政務秘書，協助市政局主席兼衛生局長處理政務。同時間，自第二次世界大戰在1939年爆發後，他也被編到香港義勇軍服役。
1941年12月，日軍隨太平洋戰爭爆發而進軍香港，香港保衛戰一觸即發。在日軍進犯期間，戴斯德隸屬於特別行動部隊（SOE），並與何禮文等人藏匿於新界錦田和城門谷一帶，負責從日軍後方偵查和收集情報。香港在同年12月25日淪陷失守後，戴斯德復與何禮文等入成功潛入中國大陸，因此未有淪為戰俘。1942年6月，戴斯德被英政府調到英屬印度陸軍參與阿薩姆邦與及印緬邊境的戰事。未幾，戴斯德因表現傑出，在1944年調返特別行動部隊，隨136部隊（Force 136）於印度和錫蘭（今斯里蘭卡）從事收集軍事情報的工作。及至二戰尾聲，他又返回中國大陸，參與英軍服務團的工作。為表揚他在戰時的軍功，他在1945年獲英廷授予軍功十字勳章。
1945年8月，日本宣佈無條件投降，香港重光，戴斯德隨即隨第一批英軍於同年9月返抵香港，並且於臨時成立的英軍軍政府工作。當時軍政府首長由主持日方受降儀式的海軍中將夏慤爵士出任，但軍政府的民政事務，則分別由英國派來的首席民政事務官麥道高及曾遭日軍囚禁的前港府官員白嘉時主理，至於戴斯德則與何禮文全權掌管軍政府輔政司署的所有政務工作，戴斯德、白嘉時和何禮文等軍政府的民事官員，在戰後的港府中均身居要職。

#### 二戰以後

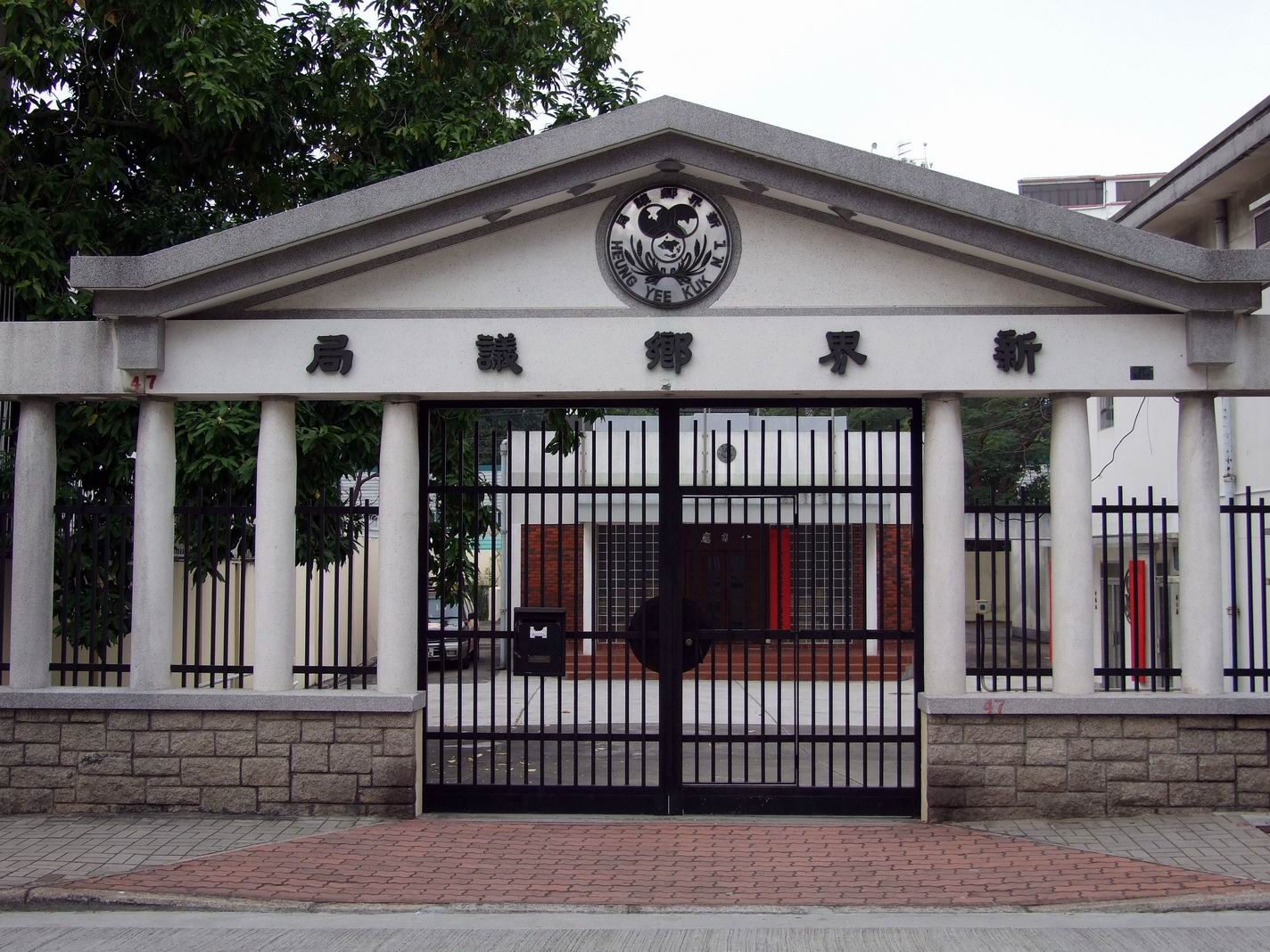
在新界民政署長任內，戴斯德在修改《新界鄉議局局章》一事上與鄉議局周旋

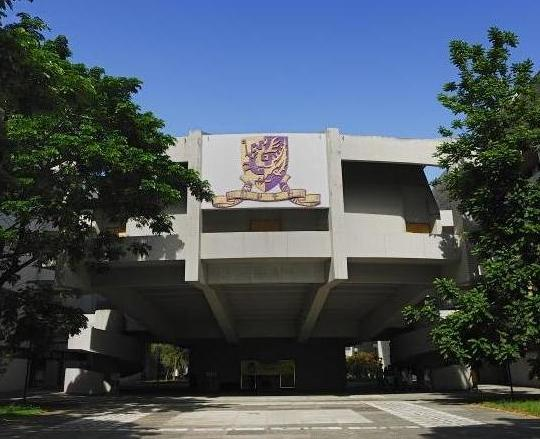
戴斯德在任輔政司期間參與1963年《香港中文大學條例》的立法工作

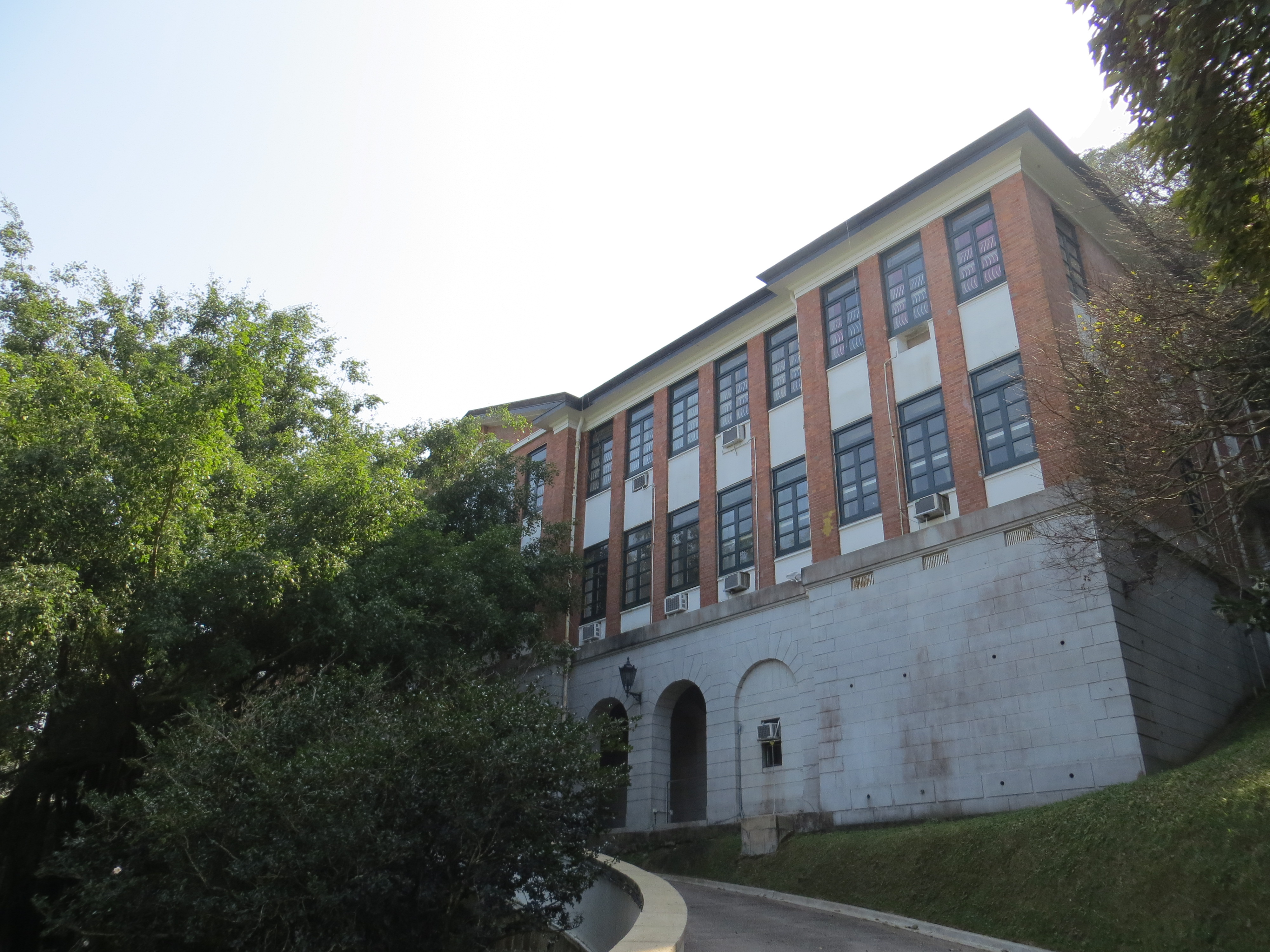
輔政司官邸在1964年2月3日發生離奇失竊案

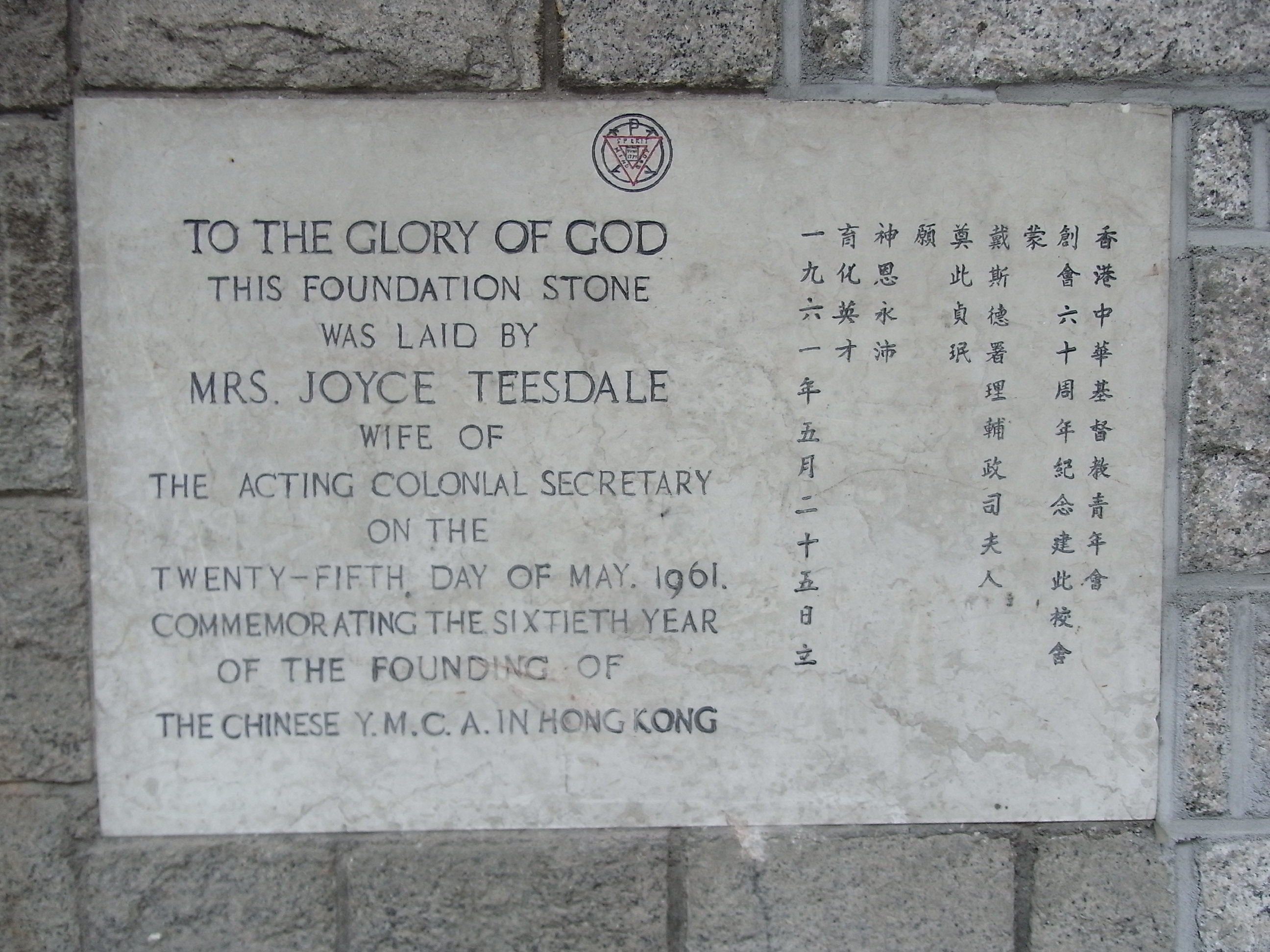
戴斯德夫人在1961年3月25日為中華基督教青年會中學新校舍所立的奠基石

1946年5月，港督楊慕琦爵士復任，重新以文官政府管治香港。在文官政府恢復前夕，戴斯德率先獲臨時升任為新界理民官，至1947年出任新界助理理民官，1948年再升任為元朗理民官。1950年，戴斯德一度改任基要服務團（Essential Services Corps）總監，隨後在1952年接替班輅（John Barrow）出任新界民政署長，總管新界事務。在任內，新界鄉議局在1954年提出修改《局章》以擴充該局權力，但為戴斯德所反對。戴斯德更就修改《局章》一事提出反建議，認為鄉議局議員只應由鄉事委員會委員出任。由於戴斯德的建議將使不少鄉議局議員喪失議員資格，再加上並非新界各鄉均設有鄉事委員會，因此戴斯德的方案也未得新界鄉民的支持。結果終戴斯德一任，鄉議局修改《局章》的要求始終未能得到解決。除此以外，戴斯德與鄉議局討論修改《局章》時，一度反對對方提出把「保存新界傳統習慣」一項納入《局章》，認為傳統習慣會隨時代演進，不一定全部都要保留；可是，港府最終面對鄉議局的堅持而接納意見，為日後七十年代的小型屋宇政策埋下伏筆。
戴斯德在1954年調返輔政司署出任助理輔政司，期間在1956年獲擢升為首長級官學生。到1957年2月起出任市政局主席兼市政事務署署長，又兼任立法局官守議員及屋宇建設委員會主席，至同年11月卸任。1957年12月，戴斯德出任副輔政司，並獲奉委為官守太平紳士，任內曾經四度署任輔政司和兩局當然官守議員職務，他的職級還在1959年獲重訂為甲級政務官。到1963年3月，他進一步獲時任港督柏立基爵士委任，接替退休的白嘉時出任輔政司一職，並兼任行政及立法兩局當然官守議員。

#### 香港輔政司
戴斯德上任輔政司後不久，香港即於1963年6月遇上嚴重旱災，旱情一直持續到1964年5月才告舒緩，期間，香港面臨嚴重的水荒，港府更一度宣佈「四天供水四小時」的分階段制水措施。為了解決水荒，戴斯德曾設法從新界河道調配食水，又支持研究海水化淡的技術，以及參與討論港府與中國大陸購買東江水的協議，有關協議促成了東深供水工程的展開。
戴斯德在任內的另一主要事跡，是在1963年參與《香港中文大學條例》的立法工作，該條例在當年獲得立法局三讀通過，促使香港中文大學在同年10月正式創校，成為繼香港大學以後，香港第二所大學。此外，戴斯德還曾經在1964年4月1日港督柏立基爵士卸任、以及戴麟趾爵士在4月14日接任期間，署任港督一職；他後來也在同年8月20日至24日署任過港督一職。
值得一提的是，戴斯德在輔政司任內，其位於太平山頂白加道15號的輔政司官邸曾發生一宗離奇失竊案。1964年2月3日下午，一名打扮時髦的女子突然造訪官邸，藉詞要求探訪戴斯德夫婦，由於他們當時不在官邸，該女子遂獲女傭引領到大廳等候。但過了一段時間以後，女傭再回大廳時已不見該名女子的蹤影，其後，女傭又發現戴斯德夫婦的寢室門口虛掩，惟初時仍不以為意，直至戴斯德夫婦在晚上返回官邸後，才發現寢室曾被搜掠，凌亂不堪，而房內一批珠寶更是不翼而飛。經點算後，被盜竊的珠寶約值4,500港元，當中包括兩枚分別價值2,400港元和1,600港元的鑽石戒指，另外還有一些耳環等首飾。失竊案發生後，警隊方面一度大為緊張，除了把案件交由港島偵緝處長親自調查外，又懸賞750港元追查該名女子的下落。可是，涉案女子一直銷聲匿跡，而警方也始終無法起回戴斯德夫婦的珠寶。
在任輔政司僅兩年的戴斯德，在1965年3月以50歲之齡從港府退休，正式脫離公務員行列。退休前的3月26日，戴斯德最後一次以輔政司的身份出席立法局會議，獲港督戴麟趾爵士和該局首席非官守議員鄧律敦治公開致謝。但據了解，戴斯德選擇提早退休的其中一個原因，是因為與港督戴麟趾不咬弦。為肯定他多年來出仕政府的貢獻，戴斯德在1964年的英女皇壽辰授勳名單中，獲英廷頒授CMG勳銜。

### 晚年生涯
返回英國後，戴斯德定居於英格蘭東薩塞克斯的賀治府（Hogge House），晚年的他在1965年至1976年出任英國製藥工業協會（Association of British Pharmaceutical Industry）總幹事一職，此外又愛研究16世紀的槍械史。他在1984年寫成《女皇的槍彈匠》（The Queen's Gunstonemaker）一書，在1987年又寫成博士論文《十六世紀森林地區的槍砲製造》（Gunfounding in the Weald in the Sixteenth Century），成功從國家學歷評審委員會（CNAA）取得哲學博士學位，該篇論文大概講述16世紀根德郡和薩西克斯郡的軍械史，後於1991年出版成書。戴斯德在1997年3月5日於牛津逝世，終年81歲。

## 個人生活
戴斯德於戰後1947年在英國倫敦娶喬伊斯·米爾斯（Joyce Mills）為妻。喬伊斯的父母分別名叫威廉·米爾斯（William Mills）和J·T·默里（J. T. Murry），戴斯德夫婦倆育有三名女兒。戴斯德夫人曾在1961年3月25日，以署理輔政司夫人的身份為中華基督教青年會中學新校舍主持奠基禮。戴斯德生前的其他興趣包括園藝、游泳和閱讀。
須注明的是，位於香港的大窩口戴斯德夫人賽馬會護老院（Tai Wo Hau Christa Tisdall Jockey Club Care Home）是以伸手助人協會創辦人之一的戴斯德夫人命名，她是香港律師戴斯德（Brian Tisdall）的妻子，與本條目所指的戴斯德及其夫人無關。

## 部份著作
- The Queen's Gunstonemaker. Seaford: Lindel Publishing, 1984. ISBN 978-0-95023-546-2
  - （直譯：《女皇的槍彈匠》。索福德：林德爾出版社，1984年。）
- Gunfounding in the Weald in the Sixteenth Century. London: Trustees of the Royal Armouries, 1991. ISBN 978-0-94809-217-6
  - （直譯：《十六世紀森林地區的槍砲製造》。倫敦：皇家軍械庫信託人，1991年。）

## 榮譽

### 殊勳
- 以下列出榮譽全稱及縮寫：^ 
  - 軍功十字勳章（M.C.） （1945年／1946年11月頒授[2][29]）
  - 太平紳士（J.P.） （1957年，官守[9]）
  - 聖米迦勒及聖喬治同胞勳章（C.M.G.） （1964年女皇壽辰授勳名單[25]）

### 頭銜
- 戴斯德 （Edmund Teesdale，1915年9月30日－1945年）
- 戴斯德，MC （Edmund Teesdale, MC，1945年－1957年）
- 戴斯德，MC，JP （Edmund Teesdale, MC, JP，1957年－1964年6月）
- 戴斯德，CMG，MC，JP （Edmund Teesdale, CMG, MC, JP，1964年6月－1965年3月）
- 戴斯德，CMG，MC （Edmund Teesdale, CMG, MC，1965年3月－1997年3月5日）

## 注腳
1. ↑  "British nationals born overseas 1818-2005" (retrieved on 5 February 2014)
2. 1 2 3 4 5 6 7 8 9 10 11  Who Was Who (1996)
3. ↑  The China Monthly Review (1940), p.376.
4. 1 2  The Achilles Club (2001), p.3.
5. ↑  "Past Presidents of OUAC" (retrieved on 17 December 2011)
6. ↑  "No.679", The Hong Kong Government Gazette. Hong Kong: Hong Kong Government, 2 September 1938.
7. 1 2 3  The Colonial Office List (1966), p.306.
8. ↑  "No.1022", The Hong Kong Government Gazette. Hong Kong: Hong Kong Government, 13 September 1940.
9. 1 2 3 4 5 6 7  Luzzatto (1960)
10. ↑  "Lt-Col Francis Woodley [Mike] Kendall Force 136, the Far East branch of the Special Operations Executive (S.O.E.)" (retrieved on 17 December 2011)
11. 1 2 3 4  〈立法局擴大組織後議員群像，明日舉行首次會議〉（1964年7月7日）
12. ↑  "Issue 35802 （页面存档备份，存于）", London Gazette, 27 November 1942, p.4.
13. 1 2 3  〈徐家祥悼何禮文爵士〉（1981年6月21日）
14. 1 2  薛鳳旋、鄺智文編著（2011年），頁134。
15. 1 2  何嘉妍（2011年7月2日）
16. ↑  Hamilton (1969), p.67.
17. ↑  Hamilton (1969), p.21.
18. 1 2 3  梁可欣編（2010年），頁26至27。
19. ↑  Hong Kong [63/64/65] (Various years).
20. ↑  〈輔政司官邸失竊珠寶案，警務處長懸紅緝匪〉（1964年2月17日）
21. ↑  〈輔政司戴斯德官邸珠寶失竊，警方展開調查〉（1964年2月5日）
22. 1 2 3  〈輔政司失竊，警方緝女賊〉（1964年3月23日）
23. 1 2  OFFICIAL REPORT OF PROCEEDINGS　(25 and 26 March 1965), pp.250-251.
24. ↑  Thompson (1989), p.218.
25. 1 2  "Supplement to Issue 43343 （页面存档备份，存于）", London Gazette, 5 June 1964, p.5.
26. 1 2  "Research notes of Edmund B Teesdale on the history of the Wealden iron industry" (17 October 1996)
27. ↑  "England & Wales deaths 1837-2007" (retrieved on 5 February 2014)
28. ↑  〈首屆社群大獎，戴斯德夫人獲殊榮〉（1987年9月4日）
29. ↑  "Supplement to Issue 37780 （页面存档备份，存于）", London Gazette, 5 November 1946, p.2.

### 英文資料
- "No.679 （页面存档备份，存于）", The Hong Kong Government Gazette. Hong Kong: Hong Kong Government, 2 September 1938.
- The China Monthly Review. J. W. Powell, 1940.
- "No.1022 （页面存档备份，存于）", The Hong Kong Government Gazette. Hong Kong: Hong Kong Government, 13 September 1940.
- "Issue 35802 （页面存档备份，存于）", London Gazette, 27 November 1942, p.4.
- "Supplement to Issue 37780 （页面存档备份，存于）", London Gazette, 5 November 1946, p.2.
- "Supplement to Issue 43343 （页面存档备份，存于）", London Gazette, 5 June 1964, p.5.
- Edited by Luzzatto, Rola, Hong Kong Who's Who: An Almanac of Personalities and Their History, 1958- 1950. Hong Kong: Ye Olde Printers, 1960.
- Hong Kong [63/64/65], Hong Kong: Hong Kong Government Press, 1964-1966 (Various years).
- OFFICIAL REPORT OF PROCEEDINGS （页面存档备份，存于）. Hong Kong: Government Printer, 25 and 26 March 1965.
- The Colonial Office List. Great Britain: Colonial Office, 1966.
- Hamilton, Geoffrey Cadzow, Government Departments in Hong Kong, 1841-1969. Hong Kong: Government Printer, 1969.
- Thompson, Sir Robert Grainger Ker, Make for the Hills. L. Cooper, 1989.
- Who Was Who. London: A & C Black, 1996.
- "Research notes of Edmund B Teesdale on the history of the Wealden iron industry", The National Archives, 17 October 1996.
- The Achilles Club （页面存档备份，存于）. The Achilles Club, 2001.
- "Past Presidents of OUAC", Oxford University Athletic Club, retrieved on 17 December 2011.
- "Lt-Col Francis Woodley (Mike) Kendall Force 136, the Far East branch of the Special Operations Executive (S.O.E.) （页面存档备份，存于）", Escape from Hong Kong - The Final Hours, retrieved on 17 December 2011.
- "British nationals born overseas 1818-2005 （页面存档备份，存于）", Genes Reunited, retrieved on 5 February 2014.
- "England & Wales deaths 1837-2007 （页面存档备份，存于）", Genes Reunited, retrieved on 5 February 2014.

### 中文資料
- 〈輔政司戴斯德官邸珠寶失竊，警方展開調查〉，《工商日報》第六頁，1964年2月5日。
- 〈輔政司官邸失竊珠寶案，警務處長懸紅緝匪〉，《工商日報》第六頁，1964年2月17日。
- 〈輔政司失竊，警方緝女賊〉，《大公報》第四版，1964年3月23日。
- 〈立法局擴大組織後議員群像，明日舉行首次會議〉，《華僑日報》第二張第三頁，1964年7月7日。
- 〈徐家祥悼何禮文爵士〉，《華僑日報》第三張第一頁，1981年6月21日。
- 〈首屆社群大獎，戴斯德夫人獲殊榮〉，《華僑日報》第三張第二頁，1987年9月4日。
- 梁可欣編，《最後六任港督的聲音》。香港：商務印書館，2010年。
- 薛鳳旋、鄺智文編著，《新界鄉議局史》。香港：三聯書店（香港）有限公司，2011年。
- 何嘉妍撰，〈新界鄉議局和原居民是如何煉成的〉，《明報》，2011年7月2日。

## 外部連結
- 立法局惜別詞 （页面存档备份，存于），1965年3月26日
- Achilles Club

| 政府职务          | 政府职务                                   | 政府职务              |
| ----------------- | ------------------------------------------ | --------------------- |
| 前任： 班輅       | 新界理民官 1946年4月-1947年3月             | 繼任： 班輅           |
| 前任： 班輅       | 新界民政署長 1952年2月-1954年12月          | 繼任： 彭德           |
| 前任： 何禮文     | 市政局主席兼 市政事務署署長 1957年2月-11月 | 繼任： 莫理臣         |
| 前任： 白嘉時     | 副輔政司 1957年12月-1963年2月              | 繼任： 陶雅禮         |
| 前任： 白嘉時     | 香港輔政司 1963年3月-1965月3月             | 繼任： 韓美洵（署理） |
| 前任： 柏立基爵士 | 署理香港總督 1964年4月1日-14日             | 繼任： 戴麟趾爵士     |
| 前任： 戴麟趾爵士 | 署理香港總督 1964年8月20日-24日            | 繼任： 戴麟趾爵士     |